# Список исторических населённых мест Украины
Список исторических населённых мест Украины утверждён постановлением Кабинета Министров Украины от 26 июля 2001 года № 878. Список содержит города и посёлки городского типа, которые сохранили полностью либо частично свой исторический ареал с объектами культурного наследия и связанные с ними планировки и формы застройки, типичные для конкретных культур либо периодов развития.

## Винницкая область
- Винница
- Бар
- Бершадь
- Браилов
- Брацлав
- Вороновица
- Гайсин
- Дашев
- Жмеринка
- Ильинцы
- Копайгород
- Могилёв-Подольский
- Мурованые Куриловцы
- Немиров
- Оратов
- Погребище
- Ситковцы
- Тывров
- Томашполь
- Тульчин
- Хмельник
- Чечельник
- Шаргород
- Ямполь

## Волынская область
- Луцк
- Берестечко
- Владимир-Волынский
- Голобы
- Головно
- Горохов
- Иваничи
- Камень-Каширский
- Ковель
- Луков
- Любешов
- Любомль
- Олика
- Ратно
- Рожище
- Старая Выжевка
- Турийск
- Устилуг
- Цумань
- Шацк

## Днепропетровская область
- Днепр
- Каменское
- Кривой Рог
- Никополь
- Новомосковск
- Павлоград

## Донецкая область
- Донецк
- Бахмут
- Горловка
- Краматорск
- Макеевка
- Мариуполь
- Славяногорск
- Славянск

## Житомирская область
- Житомир
- Бердичев
- Коростень
- Коростышев
- Любар
- Мирополь
- Новоград-Волынский
- Овруч
- Олевск
- Радомышль

## Закарпатская область
- Ужгород
- Берегово
- Буштына
- Великий Берёзный
- Вилок
- Виноградов
- Воловец
- Иршава
- Королёво
- Межгорье
- Мукачево
- Перечин
- Рахов
- Свалява
- Солотвина
- Тересва
- Тячев
- Хуст
- Чинадиево

## Запорожская область
- Запорожье
- Бердянск
- Гуляйполе
- Мелитополь
- Орехов
- Токмак

## Ивано-Франковская область
- Ивано-Франковск
- Большовцы
- Богородчаны
- Болехов
- Букачивцы
- Бурштын
- Войнилов
- Ворохта
- Галич (вместе с сёлами Крылос и Шевченково)
- Гвоздец
- Городенка
- Делятин
- Долина
- Заболотов
- Калуш
- Коломыя
- Косов
- Куты
- Надворная
- Обертин
- Отыния
- Рогатин
- Рожнятов
- Снятин
- Солотвин
- Тысменица
- Тлумач

## Киевская область
- Белая Церковь
- Богуслав
- Васильков
- Вышгород
- Переяслав
- Ржищев
- Фастов
- Яготин

## Кировоградская область
- Кропивницкий
- Александрия
- Бобринец
- Новая Прага
- Новомиргород
- Новоукраинка

## Крым
- Симферополь
- Алупка
- Алушта
- Армянск
- Балаклава
- Бахчисарай
- Белогорск
- Гаспра
- Гурзуф
- Евпатория
- Инкерман
- Керчь
- Коктебель
- Кореиз
- Ливадия
- Массандра
- Новый Мир
- Ореанда
- Партенит
- Саки
- Симеиз
- Старый Крым
- Судак
- Феодосия
- Форос
- Черноморское
- Щебетовка
- Ялта

## Луганская область
- Луганск
- Алчевск
- Беловодск
- Зимогорье
- Лисичанск
- Новопсков
- Сватово
- Славяносербск
- Сорокино
- Старобельск

## Львовская область
- Львов
- Белз
- Бобрка
- Борислав
- Броды
- Брюховичи
- Буск
- Великий Любень
- Большие Мосты
- Винники
- Глиняны
- Гнездычев
- Городок
- Добромиль
- Дрогобыч
- Дубляны
- Жидачов
- Жолква
- Золочев
- Ивано-Франково
- Каменка-Бугская
- Комарно
- Краковец
- Куликов
- Магеров
- Меденичи
- Николаев
- Моршин
- Мостиска
- Немиров
- Нижанковичи
- Новый Ярычев
- Олеско
- Перемышляны
- Подкамень
- Поморяны
- Пустомыты
- Рава-Русская
- Роздол
- Рудки
- Самбор
- Сколе
- Сокаль
- Старая Соль
- Старый Самбор
- Стрый
- Судовая Вишня
- Турка
- Угнев
- Хыров
- Ходоров
- Червоноград
- Шкло
- Щирец
- Яворов

## Николаевская область
- Николаев
- Вознесенск
- Очаков
- Первомайск

## Одесская область
- Одесса
- Ананьев
- Балта
- Белгород-Днестровский
- Болград
- Великая Михайловка
- Вилково
- Измаил
- Килия
- Кодыма
- Овидиополь
- Рени

## Полтавская область
- Полтава
- Великая Богачка
- Гадяч
- Диканька
- Зиньков
- Козельщина
- Кременчуг
- Лохвица
- Лубны
- Миргород
- Опошня
- Пирятин
- Хорол

## Ровненская область
- Ровно
- Березне
- Владимирец
- Гоща
- Дубно
- Дубровица
- Клевань
- Корец
- Мизоч
- Млинов
- Острог
- Радивилов
- Степань

## Сумская область
- Сумы
- Ахтырка
- Белополье
- Ворожба
- Воронеж
- Глухов
- Конотоп
- Кролевец
- Лебедин
- Низы
- Путивль
- Ромны
- Середина-Буда
- Терны
- Тростянец

## Тернопольская область
- Тернополь
- Бережаны
- Борщёв
- Бучач
- Вишневец
- Гримайлов
- Гусятин
- Залозцы
- Залещики
- Збараж
- Зборов
- Золотой Поток
- Козова
- Копычинцы
- Коропец
- Кременец
- Лановцы
- Мельница-Подольская
- Микулинцы
- Монастыриска
- Подволочиск
- Подгайцы
- Почаев
- Скала-Подольская
- Скалат
- Теребовля
- Толстое
- Хоростков
- Чортков
- Шумск

## Харьковская область
- Харьков
- Балаклея
- Богодухов
- Валки
- Волчанск
- Змиёв
- Золочев
- Изюм
- Кегичёвка
- Красноград
- Краснокутск
- Купянск
- Люботин
- Мерефа
- Чугуев
- Шаровка

## Херсонская область
- Херсон
- Алёшки
- Берислав
- Геническ
- Каховка
- Новая Каховка
- Скадовск

## Хмельницкая область
- Хмельницкий
- Антонины
- Белогорье
- Волочиск
- Городок
- Грицев
- Деражня
- Дунаевцы
- Изяслав
- Каменец-Подольский
- Красилов
- Летичев
- Меджибож
- Новая Ушица
- Полонное
- Сатанов
- Славута
- Смотрич
- Старая Синява
- Староконстантинов
- Черный Остров
- Шепетовка
- Ямполь
- Ярмолинцы

## Черкасская область
- Черкассы
- Городище
- Звенигородка
- Золотоноша
- Каменка
- Канев
- Корсунь-Шевченковский
- Лысянка
- Смела
- Стеблёв
- Тальное
- Умань
- Чигирин

## Черновицкая область
- Черновцы
- Выжница
- Герца
- Глыбокая
- Кельменцы
- Кицмань
- Лужаны
- Новоселица
- Путила
- Сторожинец
- Хотин

## Черниговская область
- Чернигов
- Батурин
- Борзна
- Ичня
- Козелец
- Карп
- Любеч
- Нежин
- Новгород-Северский
- Остёр
- Прилуки
- Седнев
- Сосница
- Сребное